# キラキラチューン
「キラキラチューン」は、でんぱ組.incの楽曲。ビースティ・ボーイズが1994年に発表した楽曲「Sabotage」のカバーと両A面で、でんぱ組.incの5枚目のシングル「キラキラチューン/Sabotage」としてMEME TOKYOから2012年7月18日に発売された。

## 概要
それまでのでんぱ組のレパートリーにはなかった8ビートのバンドサウンド、王道アイドルソングとなっている。この曲について、古川未鈴は「王道キラキラアイドルソングがやっと来たかみたいな、満を持した感がある」、相沢梨紗は「ここで正統派の曲をいきなり持ってくる辺りが面白い。これはド真ん中で歌うことに意味がある」、夢眠ねむは「すごくアニソンっぽいイメージ」、最上もがは「今までのはっちゃけててキャラが出ていた曲と違って、万人受けしそうなイメージ。よりでんぱ組の幅を広くした曲」と述べている。

### ライブ
ライブでは曲中に、メンバーが喧嘩をはじめてしまい舞台からいなくなったり立ち話をはじめてしまう箇所があるが、これは振付・演出である。2ndワンマンライブ「愛をでんぱに」では、この演出を利用して古川未鈴へのバースデーサプライズが行われた。同ライブで披露された喧嘩なしver.も存在する。
ライブにおいては、間奏で多くのファンが口上を行う。一部のファンが考案したものが徐々に広まったもので当然非公式であったが、『でんぱの神神』においてこの曲の間奏シーンにテロップが出たり、日本武道館公演ではVJがスクリーンに表示されるなど公認とも取れる演出が見られる。以下にその口上を記載する。
| 「 | 大人になった 今だって あの日の夢を あきらめない たまには喧嘩も するけれど 泣いても笑顔で 仲直り キラキラ涙を 吹き飛ばし キミと手と手を ギュッと つないで 未来へ向かって 駆け出そう でんぱ組.inc ずっと いっしょだよ | 」 |

## キラキラチューン/Sabotage
シングル「キラキラチューン/Sabotage」（キラキラチューン/サボタージュ）は、DVD付きの初回限定盤A、BおよびCDのみの3形態で発売。オリコンウィークリーチャートで19位を記録した。

### 収録曲（初回限定盤A）
CD
1. キラキラチューン [4:02][5]
作詞：meg rock　作曲・編曲：ORITO
2. Sabotage [3:54][5]
作詞：作曲：Mike D・Adam Horovitz・Adam Yauch 編曲：前山田健一[7]
楽曲のみならず、原曲のドラマ仕立てのMVごとカバーされた。作品は「DEMPA CONNECTION」と題され、初の主演ドラマとしてテレビ放送、ならびに映像作品が発売された。
権利関係のためか、ライブ映像作品には一度も収録されたことがない（イベント出演時などのテレビ放送でこの曲の映像が放送されることはある）。また、ライブアルバムに音源が収録されたことはある。
3. キラキラチューン（Off vocal）
4. Sabotage（Off vocal）

DVD
1. キラキラチューン（Music Clip）
2. キラキラチューン（メイキング映像）

### 収録曲（初回限定盤B）
CD
1. キラキラチューン
2. Sabotage
3. キラキラチューン（Off vocal）
4. Sabotage（Off vocal）

DVD
1. 第1回 でんぱ組.inc ガチンコ3本勝負!
2. キラキラチューン（メイキング映像 ～ダーツ編～）

### 収録曲（通常盤）
1. キラキラチューン
2. Sabotage
3. でんぱ組.incリコンストラクチャーズ（MARKOV remix） [3:53][8]
4. キラキラチューン(Off vocal)
5. Sabotage(Off vocal)